# Chironomus flavicollis
Chironomus flavicollis är en tvåvingeart som beskrevs av Johann Wilhelm Meigen 1818. Chironomus flavicollis ingår i släktet Chironomus och familjen fjädermyggor. Inga underarter finns listade i Catalogue of Life.